# Kfar Aviv
Kfar Aviv (hebrejsky כְּפַר אָבִיב, doslova „Vesnice jara“, v oficiálním přepisu do angličtiny Kefar Aviv) je vesnice typu mošav v Izraeli, v Centrálním distriktu, v Oblastní radě Gederot.

## Geografie
Leží v nadmořské výšce 43 metrů v hustě osídlené a zemědělsky intenzivně využívané pobřežní nížině.
Obec se nachází 6 kilometrů od břehu Středozemního moře, cca 27 kilometrů jižně od centra Tel Avivu, cca 48 kilometrů západně od historického jádra Jeruzalému a 7 kilometrů severovýchodně od přístavního města Ašdod. Kfar Aviv obývají Židé, přičemž osídlení v tomto regionu je etnicky převážně židovské.
Kfar Aviv je na dopravní síť napojen pomocí místní silnice číslo 4102, která jižně od vesnice ústí do dálnice číslo 41. Podél západního okraje mošavu zároveň probíhá dálnice číslo 42, podél níž vede i železniční trať z Javne směrem do Ašdodu a Aškelonu, a o něco dále k západu paralelně s ní i dálnice číslo 4.

## Dějiny
Kfar Aviv byl založen v roce 1951. Zakladateli mošavu byla skupina židovských imigrantů z Egypta. Vznik vesnice iniciovala Židovská agentura. Původně se osada nazývala Kfar ha-Je'or (Je'or je starozákonní hebrejský výraz pro řeku Nil). Později populaci mošavu posílili i Židé z východní Evropy (zejména Židé z Polska kteří přišli roku 1956), Afriky a Asie.
Vesnice sestává ze 72 rodinných farem a 80 rodin nezemědělských rezidentů, kteří pracují mimo obec. Hospodářsky obdělávané pozemky dosahují výměry cca 2600 dunamů (2,6 kilometru čtverečního).

## Demografie
Podle údajů z roku 2014 tvořili naprostou většinu obyvatel v Kfar Aviv Židé (včetně statistické kategorie "ostatní", která zahrnuje nearabské obyvatele židovského původu ale bez formální příslušnosti k židovskému náboženství).
Jde o menší obec vesnického typu s dlouhodobě rostoucí populací. K 31. prosinci 2014 zde žilo 771 lidí. Během roku 2014 populace stoupla o 1,6 %.
| Rok            | 1961 | 1972 | 1983 | 1995 | 2001 | 2003 | 2004 | 2005 | 2006 | 2007 | 2008 | 2009 | 2010 | 2011 | 2012 | 2013 | 2014 |
| -------------- | ---- | ---- | ---- | ---- | ---- | ---- | ---- | ---- | ---- | ---- | ---- | ---- | ---- | ---- | ---- | ---- | ---- |
| Počet obyvatel | 232  | 290  | 359  | 463  | 561  | 590  | 606  | 634  | 667  | 675  | 706  | 703  | 755  | 739  | 747  | 759  | 771  |